# Elezioni politiche suppletive in Italia
Le elezioni politiche suppletive sono delle elezioni che si tengono in Italia nel corso degli anni per eleggere i deputati o senatori dei collegi uninominali rimasti vacanti.
Usuali nel Regno d'Italia per tutta l'epoca in cui le elezioni per l'elezione della Camera dei Deputati si basarono essenzialmente su collegi uninominali, non vennero più effettuate dopo l'introduzione di un sistema di elezione proporzionale di lista nel 1919. In epoca repubblicana tornarono ad essere svolte dapprima nel 1972 limitatamente alla Valle d'Aosta, per poi essere estese nel 1987 ai pochi seggi del Senato eletti con voto uninominale ed infine trovare larga applicazione soltanto col ritorno a un sistema in prevalenza maggioritario introdotto dalla Legge Mattarella nel 1993. Dopo una nuova pausa nel ricorso a tale istituto in seguito all'introduzione nel 2005 della Legge Calderoli, caratterizzata da un sistema proporzionale con premio di maggioranza, le elezioni suppletive sono tornate a essere svolte in Italia a partire dal 2018, con la nuova Legge Rosato, che ha introdotto un sistema misto.

## Le elezioni suppletive nella Repubblica Italiana
In epoca repubblicana sono state introdotte per la prima volta con la legge n. 471/1972, che però si limitava a indire un turno elettorale straordinario per la sostituzione di Oreste Marcoz e Gennaro Ollietti, entrambi deceduti ma risultati eletti alle elezioni politiche dello stesso anno. La circoscrizione Valle d'Aosta alla Camera e al Senato eleggeva infatti sin dal 1948 un solo deputato e un solo senatore e costituiva dunque di fatto un unico collegio uninominale. Nel 1976 la legge n. 136/1976 introdusse l'istituto delle elezioni suppletive in via definitiva, sempre però solo limitatamente alla circoscrizione valdostana.
Nel 1986 il tema delle elezioni suppletive si ripropose in seguito alla morte del senatore della SVP Peter Brugger, eletto nel collegio di Bressanone. Brugger infatti era uno dei pochi senatori eletti in via maggioritaria nei collegi uninominali del Senato, per i quali la legge prevedeva l'elezione soltanto in caso di superamento del quorum del 65% dei voti espressi. La legge n. 31/1987 estese così l'istituto all'intero territorio nazionale, anche se le caratteristiche della legge elettorale lo rendevano un caso decisamente raro: era prevista un'elezione a maggioranza assoluta con eventuale turno di ballottaggio. Le elezioni suppletive per il collegio di Bressanone furono stabilite per il 24 maggio 1987, con eventuale ballottaggio il 7 giugno, dal decreto del Presidente della Repubblica 7 marzo 1987. Lo scioglimento anticipato della IX legislatura fece annullare l'elezione suppletiva a fronte delle elezioni politiche a giugno.
La reintroduzione estensiva delle elezioni suppletive si ebbe così soltanto nel 1993 a seguito dell'introduzione della Legge Mattarella, che prevedeva l'elezione del 75% dei parlamentari mediante dei collegi uninominali e il restante 25% in collegi plurinominali.

## Tabella riassuntiva delle elezioni suppletive
| Elezione | Data            | Legislatura | Camera                  | Circoscrizione        | Collegio                        | Partito | Partito | Parlamentare uscente    | Partito | Partito     | Parlamentare eletto  |
| -------- | --------------- | ----------- | ----------------------- | --------------------- | ------------------------------- | ------- | ------- | ----------------------- | ------- | ----------- | -------------------- |
| 1972     | 26-27 novembre  | VI          | Camera dei deputati     | Valle d'Aosta         | Valle d'Aosta                   |         | DC      | Germano Ollietti        |         | UVP         | Emilio Chanoux       |
| 1972     | 26-27 novembre  | VI          | Senato della Repubblica | Valle d'Aosta         | Valle d'Aosta                   |         | UV      | Oreste Marcoz           |         | UVP         | Giuseppe Fillietroz  |
| 1987     | Annullate       | IX          | Senato della Repubblica | Trentino-Alto Adige   | Bressanone                      |         | SVP     | Peter Brugger           |         | Vacante     | Vacante              |
|          |                 |             |                         |                       |                                 |         |         |                         |         |             |                      |
| 1994     | 11 settembre    | XII         | Camera dei deputati     | Toscana               | 6 (Pistoia)                     |         | PRC     | Antonio Fischetti       |         | PRC         | Domenico Gallo       |
| 1995     | 9 aprile        | XII         | Camera dei deputati     | Veneto 1              | 14 (Padova - Selvazzano Dentro) |         | LPR     | Emma Bonino             |         | Ind. di csx | Giovanni Saonara     |
| 1995     | 14 maggio       | XII         | Camera dei deputati     | Emilia-Romagna        | 8 (Ravenna - Lugo)              |         | PDS     | Davide Visani           |         | PDS         | Elsa Signorino       |
| 1995     | 14 maggio       | XII         | Senato della Repubblica | Calabria              | 3 (Cosenza)                     |         | PDS     | Carmine Garofalo        |         | PDS         | Massimo Veltri       |
| 1995     | 22 ottobre      | XII         | Camera dei deputati     | Campania 1            | 2 (Napoli - Vomero)             |         | AN      | Antonio Rastrelli       |         | Ind. di csx | Vincenzo Siniscalchi |
| 1996     | 14 gennaio      | XII         | Camera dei deputati     | Puglia                | 4 (Foggia centro)               |         | AN      | Paolo Agostinacchio     |         | AN          | Antonio Pepe         |
| 1996     | 27 ottobre      | XIII        | Senato della Repubblica | Emilia-Romagna        | 3 (Ravenna)                     |         | CS      | Pierpaolo Casadei       |         | CS          | Aldo Preda           |
| 1997     | 1º giugno       | XIII        | Camera dei deputati     | Lombardia 2           | 3 (Tradate)                     |         | LN      | Carlo Ambrogio Frigerio |         | LN          | Dario Galli          |
| 1997     | 9 novembre      | XIII        | Senato della Repubblica | Toscana               | 4 (Sesto Fiorentino)            |         | PDS     | Pino Arlacchi           |         | Ind. di csx | Antonio Di Pietro    |
| 1997     | 14 dicembre     | XIII        | Senato della Repubblica | Friuli-Venezia Giulia | 2 (Gorizia)                     |         | PDS     | Darko Bratina           |         | PDS         | Demetrio Volcic      |
| 1998     | 21 giugno       | XIII        | Camera dei deputati     | Lombardia 1           | 6 (Milano 6)                    |         | FI      | Achille Serra           |         | FI          | Gaetano Pecorella    |
| 1999     | 9 maggio        | XIII        | Senato della Repubblica | Veneto                | 4 (Treviso)                     |         | LN      | Michele Amorena         |         | LN          | Piergiorgio Stiffoni |
| 1999     | 9 maggio        | XIII        | Senato della Repubblica | Emilia-Romagna        | 1 (Forlì)                       |         | DS      | Libero Gualtieri        |         | DS          | Andrea Manzella      |
| 1999     | 9 maggio        | XIII        | Camera dei deputati     | Puglia                | 20 (Bari - Libertà - Marconi)   |         | AN      | Giuseppe Tatarella      |         | AN          | Salvatore Tatarella  |
| 1999     | 27 giugno       | XIII        | Camera dei deputati     | Lombardia 2           | 24 (Brescia - Flero)            |         | DS      | Paolo Corsini           |         | DS          | Aldo Rebecchi        |
| 1999     | 27 giugno       | XIII        | Camera dei deputati     | Puglia                | 20 (Lecce)                      |         | AN      | Adriana Poli Bortone    |         | PPI         | Cosimo Casilli       |
| 1999     | 27 giugno       | XIII        | Senato della Repubblica | Puglia                | 7 (Lecce)                       |         | AN      | Antonio Lisi            |         | DS          | Alberto Maritati     |
| 1999     | 28 novembre     | XIII        | Camera dei deputati     | Emilia Romagna        | 12 (Bologna - Mazzini)          |         | I Dem   | Romano Prodi            |         | I Dem       | Arturo Parisi        |
| 1999     | 28 novembre     | XIII        | Camera dei deputati     | Toscana               | 8 (Bagno a Ripoli)              |         | DS      | Leonardo Domenici       |         | DS          | Michele Ventura      |
| 1999     | 28 novembre     | XIII        | Camera dei deputati     | Umbria                | 6 (Terni)                       |         | DS      | Paolo Raffaelli         |         | I Dem       | Enrico Micheli       |
| 1999     | 28 novembre     | XIII        | Camera dei deputati     | Basilicata            | 5 (Lauria)                      |         | DS      | Gianni Pittella         |         | DS          | Antonio Luongo       |
| 1999     | 28 novembre     | XIII        | Senato della Repubblica | Marche                | 6 (Pesaro)                      |         | DS      | Palmiro Ucchielli       |         | DS          | Giuseppe Mascioni    |
| 2000     | 18 giugno       | XIII        | Camera dei deputati     | Sardegna              | 6 (Tortolì)                     |         | PRC     | Giovanni De Murtas      |         | I Dem       | Antonio Loddo        |
| 2002     | 27 ottobre      | XIV         | Senato della Repubblica | Toscana               | 3 (Pisa)                        |         | DS      | Luigi Berlinguer        |         | DS          | Luciano Modica       |
| 2003     | 22 giugno       | XIV         | Senato della Repubblica | Lazio                 | 21 (Marino)                     |         | DL      | Severino Lavagnini      |         | DL          | Luigi Zanda          |
| 2003     | 26 ottobre      | XIV         | Camera dei deputati     | Friuli-Venezia Giulia | 2 (Trieste - Muggia)            |         | ID      | Riccardo Illy           |         | DL          | Ettore Rosato        |
| 2004     | 24-25 ottobre   | XIV         | Camera dei deputati     | Lombardia 1           | 3 (Milano 3)                    |         | LN      | Umberto Bossi           |         | DL          | Roberto Zaccaria     |
| 2004     | 24-25 ottobre   | XIV         | Camera dei deputati     | Liguria               | 10 (Genova - Nervi)             |         | UDC     | Gianfranco Cozzi        |         | Ind. di csx | Stefano Zara         |
| 2004     | 24-25 ottobre   | XIV         | Camera dei deputati     | Emilia-Romagna        | 30 (Fidenza)                    |         | DS      | Pier Luigi Bersani      |         | DS          | Massimo Tedeschi     |
| 2004     | 24-25 ottobre   | XIV         | Camera dei deputati     | Toscana               | 4 (Scandicci)                   |         | DL      | Lapo Pistelli           |         | DL          | Antonello Giacomelli |
| 2004     | 24-25 ottobre   | XIV         | Camera dei deputati     | Toscana               | 6 (Firenze - Pontassieve)       |         | PdCI    | Marco Rizzo             |         | PdCI        | Severino Galante     |
| 2004     | 24-25 ottobre   | XIV         | Camera dei deputati     | Campania 1            | 1 (Napoli - Ischia)             |         | LdA     | Alessandra Mussolini    |         | DL          | Sergio D'Antoni      |
| 2004     | 24-25 ottobre   | XIV         | Camera dei deputati     | Puglia                | 11 (Casarano)                   |         | DS      | Massimo D'Alema         |         | DL          | Lorenzo Emilio Ria   |
| 2005     | 23-24 gennaio   | XIV         | Senato della Repubblica | Veneto                | 8 (Rovigo)                      |         | FI      | Guido Mainardi          |         | IdV         | Massimo Donadi       |
| 2005     | 23-24 gennaio   | XIV         | Senato della Repubblica | Puglia                | 2 (Bari - Bitonto)              |         | FI      | Giuseppe Degennaro      |         | DS          | Nicola Latorre       |
| 2005     | 26-27 giugno    | XIV         | Camera dei deputati     | Lazio 1               | 11 (Roma - Don Bosco)           |         | DS      | Augusto Battaglia       |         | DS          | Michele Pompeo Meta  |
| 2005     | 26-27 giugno    | XIV         | Camera dei deputati     | Calabria              | 9 (Isola di Capo Rizzuto)       |         | DL      | Agazio Loiero           |         | DL          | Nicodemo Oliverio    |
|          |                 |             |                         |                       |                                 |         |         |                         |         |             |                      |
| 2019     | 20 gennaio      | XVIII       | Camera dei deputati     | Sardegna              | 01 (Cagliari)                   |         | M5S     | Andrea Mura             |         | PD          | Andrea Frailis       |
| 2019     | 26 maggio       | XVIII       | Camera dei deputati     | Trentino-Alto Adige   | 04 (Trento)                     |         | Lega    | Giulia Zanotelli        |         | Lega        | Martina Loss         |
| 2019     | 26 maggio       | XVIII       | Camera dei deputati     | Trentino-Alto Adige   | 06 (Pergine Valsugana)          |         | Lega    | Maurizio Fugatti        |         | Lega        | Mauro Sutto          |
| 2020     | 23 febbraio     | XVIII       | Senato della Repubblica | Campania              | 07 (Napoli 1)                   |         | M5S     | Franco Ortolani         |         | Ind. di sx  | Sandro Ruotolo       |
| 2020     | 1º marzo        | XVIII       | Camera dei deputati     | Lazio 1               | 01 (Roma - Trionfale)           |         | PD      | Paolo Gentiloni         |         | PD          | Roberto Gualtieri    |
| 2020     | 8 marzo         | XVIII       | Senato della Repubblica | Umbria                | 02 (Terni)                      |         | Lega    | Donatella Tesei         |         | Lega        | Valeria Alessandrini |
| 2020     | 20-21 settembre | XVIII       | Senato della Repubblica | Sardegna              | 03 (Sassari)                    |         | M5S     | Vittoria Bogo Deledda   |         | PSd'Az      | Carlo Doria          |
| 2020     | 20-21 settembre | XVIII       | Senato della Repubblica | Veneto                | 09 (Villafranca di Verona)      |         | FdI     | Stefano Bertacco        |         | FdI         | Luca De Carlo        |
| 2021     | 3-4 ottobre     | XVIII       | Camera dei deputati     | Toscana               | 12 (Siena)                      |         | PD      | Pier Carlo Padoan       |         | PD          | Enrico Letta         |
| 2021     | 3-4 ottobre     | XVIII       | Camera dei deputati     | Lazio 1               | 11 (Roma - Primavalle)          |         | M5S     | Emanuela Del Re         |         | PD          | Andrea Casu          |
| 2022     | 16 gennaio      | XVIII       | Camera dei deputati     | Lazio 1               | 01 (Roma - Trionfale)           |         | PD      | Roberto Gualtieri       |         | PD          | Cecilia D'Elia       |
| 2023     | 22-23 ottobre   | XIX         | Senato della Repubblica | Lombardia             | 06 (Monza)                      |         | FI      | Silvio Berlusconi       |         | FI          | Adriano Galliani     |